# Christy Prior
Christy Prior (* 28. November 1988 in Okehampton, Vereinigtes Königreich) ist eine ehemalige neuseeländische Snowboarderin. Sie startete in der Disziplin Slopestyle und Big Air.

## Werdegang
Prior nahm von 2012 bis 2019 an Wettbewerben der Ticket to Ride World Snowboard Tour teil. Dabei holte sie im Februar 2012 beim Billabong Flaunt It in Lake Louise ihren ersten Sieg. Zum Beginn der Saison 2012/13 siegte sie beim Billabong Bro Down im Snow Park und belegte bei den Burton High Fives den zweiten Rang. Ihr erstes FIS-Weltcuprennen fuhr sie im März 2013 in Špindlerův Mlýn, welches sie auf dem 11. Platz im Slopestyle beendete. Zum Saisonende erreichte sie beim Community Cup in Breckenridge den zweiten Platz im Slopestyle und beendete die Saison auf den vierten Rang in der Tour-Slopestylewertung. Im Januar 2014 siegte sie beim Snowboard Jamboree und FIS-Weltcuprennen in Stoneham. Bei ihrer ersten Olympiateilnahme 2014 in Sotschi errang sie den 21. Platz im Slopestyle. Im April 2014 siegte sie beim Community Cup in  Keystone. Zum Beginn der Saison 2014/15 kam sie bei The Mile High in Perisher Blue auf den zweiten Platz im Slopestyle. Es folgten dritte Plätze bei den Burton High Fives in Cardrona und bei den Dew Tour Mountain Championships in Breckenridge. Im Januar 2015 gewann sie bei den Winter-X-Games 2015 in Aspen Bronze im Slopestyle. Eine Woche später siegte sie bei den Burton European Open in Laax. Im Januar 2016 wurde sie bei den Laax Open in Laax Zweite im Slopestyle und errang bei den Winter-X-Games 2016 in Aspen den fünften Platz im Slopestyle. Im folgenden Monat belegte sie beim Weltcup im Bokwang Phoenix Park in Pyeongchang den dritten Rang im Slopestyle und holte eine Woche später bei den X-Games Oslo 2016 in Oslo die Silbermedaille im Big Air. In der Saison 2017/18 erreichte sie, mit Platz drei im Big Air in Mönchengladbach und Rang eins im Slopestyle in Snowmass, den 16. Platz im Freestyle-Weltcup und den fünften Rang im Slopestyle-Weltcup. Bei den Winter-X-Games 2018 wurde sie Fünfte im Big Air und Vierte im Slopestyle. Im folgenden Jahr errang sie bei den Weltmeisterschaften in Park City den 22. Platz im Slopestyle.